# Lost in You (bài hát của Chris Gaines)
"Lost in You" là bài hát do Gordon Kennedy, Wayne Kirkpatrick, và Tommy Sims đồng sáng tác. Nó được thu âm bởi ca sĩ nhạc đồng quê Hoa Kỳ Garth Brooks dưới nghệ danh hư cấu nhạc alternative rock người Úc Chris Gaines. Ban nhạc Ireland Westlife thu âm một bản cover của bài hát và phát hành trong album Turnaround của họ năm 2003.

## Bảng xếp hạng

### Bảng xếp hạng hàng tuần
| Bảng xếp hạng (1999)                  | Vị trí cao nhất |
| ------------------------------------- | --------------- |
| Canada Top Singles (RPM)              | 45              |
| Canada Adult Contemporary (RPM)       | 1               |
| Canada Country Tracks (RPM)           | 55              |
| Hungary (Mahasz)                      | 4               |
| UK Singles Chart                      | 70              |
| Hoa Kỳ Billboard Hot 100              | 5               |
| Hoa Kỳ Adult Contemporary (Billboard) | 9               |
| Hoa Kỳ Hot Country Songs (Billboard)  | 62              |